# Prise de Fort la Latte
Chouannerie de 1815
Batailles
Batailles des Cents-Jours
Campagne du duc d'Angoulême
- Ajaccio
- Bonifacio
- Montélimar
- Loriol

Campagne de Belgique
- Ligny
- Quatre-Bras
- Waterloo
- Wavre

Campagne de France de 1815
- Maubeuge
- Huningue
- La Souffel
- Vélizy
- Rocquencourt
- Sèvres
- Issy

Guerre napolitaine
- Panaro
- Ferrare
- Occhiobello
- Carpi
- Casaglia
- Ronco
- Cesenatico
- Pesaro
- Scapezzano
- Tolentino
- Ancône
- Castel di Sangro
- San Germano
- Gaète

Guerre de Vendée et Chouannerie de 1815
- Les Échaubrognes
- L'Aiguillon
- Aizenay
- Sainte-Anne-d'Auray
- Cossé
- Saint-Gilles-sur-Vie
- Redon
- Les Mathes
- Muzillac
- Rocheservière
- Thouars
- Auray
- Châteauneuf-du-Faou
- Guérande
- Fort-la-Latte

La prise de Fort la Latte se déroula lors de la chouannerie de 1815. Pendant les Cent-Jours, huit officiers chouans s'emparent par surprise du Fort la Latte avant que ce dernier ne soit repris quatre jours plus tard.

## Prise du fort par les Chouans
Le 10 juillet 1815, huit officiers chouans de la légion de Dinan, menés par le capitaine Heurtel, escaladent les murs du Fort la Latte pendant la nuit et capturent par surprise les 40 hommes de la garnison.

« Dans les derniers jours de juin, huit officiers de ma légion se signalèrent par une entreprise audacieuse. Ils résolurent de s'emparer du fort la Latte, situé sur un rocher, au bord de la mer, et défendant la rade de Saint-Cast. Nous manquions de munitions, et ils espéraient nous en procurer s'ils réussissaient. Le fort est entouré de hautes murailles et d'un fossé en bon état ; il comptait quarante hommes de garnison. Les auteurs de l'entreprise s'en approchèrent pendant la nuit, escaladèrent les remparts, se saisirent des sentinelles, du corps de garde, et firent toute la garnison prisonnière, sans répandre une goutte de sang. Ils l'enfermèrent dans la prison, et, restés maîtres du fort, ils abordèrent le drapeau blanc. »

— Toussaint du Breil de Pontbriand

## Reprise par les Impériaux
Quatre jours plus tard, les troupes impériales reprennent le fort grâce à des échelles, les huit officiers chouans se rendent et sont conduits sur Saint-Malo, néanmoins sept d'entre eux réussissent à s'enfuir grâce à la complicité du capitaine du navire.

« Malheureusement, ils ne m'avaient point prévenu de leur projet ; j'étais à ce moment à six lieues de là ; ils m'envoyèrent avertir de venir à leur secours, mais leurs messagers prirent un fausse direction, et il se passa deux jours et demi avant que je fusse informé. Cependant, deux colonnes de Fédérés et de marins, avec les douaniers, s'étaient portées sur le fort. La présence d'une frégate anglaise, qui était en vue, leur fit penser que l'entreprise était concertée avec les Anglais, et, craignant que les assiégés n'en reçurent des secours, ils se hâtèrent de monter à l'assaut. Ils étaient instruits du petit nombre de ceux-ci, et, s'étant munis d'échelles, ils escaladèrent de plusieurs côtés les remparts. Les jeunes officiers, se voyant dans l'impossibilité de les défendre, se retirèrent dans une petite tour, où ils furent obligés de capituler. Quoiqu'on leur eût promis la vie sauve, peu s'en fallut qu'ils ne fussent fusillés sur-le-champ ; déjà on les avait fait mettre à genoux pour recevoir la mort, quand le chef des Impériaux jugea à propos d'en référer au général qui commandait à Saint-Malo, et les fit embarquer, pour les conduire plus sûrement dans cette ville. Le capitaine du bâtiment, touché du sort qui menaçait ces braves jeunes gens à leur arrivée, facilita leur fuite ; les ayant fait monter sur le pont, comme pour prendre l'air, il les engagea à profiter de voisinage de la terre pour se sauver, ils se jetèrent à la mer et gagnèrent heureusement le rivage ; un seul, M. du Temple, qui ne savait pas nager, fut conduit en prison et y resta jusqu'au retour du Roi ; les autres vinrent me rejoindre, au moment où je venais d'apprendre leur entreprise et son succès. Ces braves officiers étaient MM. Heurtel, les deux frères de Kergommeau, du Temple, des Touries. »

— Toussaint du Breil de Pontbriand